# 佐々木まりな
佐々木 まりな（ささき まりな・1986年9月11日 - ）は、日本テレビ放送網の社員。主にアニメーションのプロデューサーを担当している。アニメのTwitter公式アカウントなどでは「ぬこP」と名乗っている。

## 人物
早稲田大学政治経済学部卒業後、2009年に日テレ入社（上田まりえ、辻岡義堂と同期）。営業局CM部在籍中の2010年には、共同購入クーポンサイト「日テレ ぐるチケ」の立ち上げに関わる。その後ライツ事業部を経てアニメプロデューサーとなる。
フリーアナウンサーの松澤千晶、女優・モデルの結と共にサークル「キマ姉妹」に所属。キマ姉妹の中では三女のポジション。

## 担当番組
- 声優戦隊ボイストーム7
- てさぐれ!部活もの
- てさぐれ!部活もの あんこーる
- それでも世界は美しい
- ばらかもん
- Bonjour♪恋味パティスリー[4]
- ふなっしーのふなふなふな日和
- てさぐれ!部活もの すぴんおふ プルプルんシャルムと遊ぼう
- エンドライド
- ナナマル サンバツ
- eGG